# La Femme escargot
 (juin 2022).
La mise en forme du texte ne suit pas les recommandations de Wikipédia : il faut le « wikifier ».
Les points d'amélioration suivants sont les cas les plus fréquents. Le détail des points à revoir est peut-être précisé sur la page de discussion.
- Les titres sont pré-formatés par le logiciel. Ils ne sont ni en capitales, ni en gras.
- Le texte ne doit pas être écrit en capitales (les noms de famille non plus), ni en gras, ni en italique, ni en « petit »…
- Le gras n'est utilisé que pour surligner le titre de l'article dans l'introduction, une seule fois.
- L'italique est rarement utilisé : mots en langue étrangère, titres d'œuvres, noms de bateaux, etc.
- Les citations ne sont pas en italique mais en corps de texte normal. Elles sont entourées par des guillemets français : « et ».
- Les listes à puces sont à éviter, des paragraphes rédigés étant largement préférés. Les tableaux sont à réserver à la présentation de données structurées (résultats, etc.).
- Les appels de note de bas de page (petits chiffres en exposant, introduits par l'outil «  Source ») sont à placer entre la fin de phrase et le point final[comme ça].
- Les liens internes (vers d'autres articles de Wikipédia) sont à choisir avec parcimonie. Créez des liens vers des articles approfondissant le sujet. Les termes génériques sans rapport avec le sujet sont à éviter, ainsi que les répétitions de liens vers un même terme.
- Les liens externes sont à placer uniquement dans une section « Liens externes », à la fin de l'article. Ces liens sont à choisir avec parcimonie suivant les règles définies. Si un lien sert de source à l'article, son insertion dans le texte est à faire par les notes de bas de page.
- La présentation des références doit suivre les conventions bibliographiques. Il est recommandé d'utiliser les modèles {{Ouvrage}}, {{Chapitre}}, {{Article}}, {{Lien web}} et/ou {{Bibliographie}}. Le mode d'édition visuel peut mettre en forme automatiquement les références.
- Insérer une infobox (cadre d'informations à droite) n'est pas obligatoire pour parachever la mise en page.

Pour une aide détaillée, merci de consulter Aide:Wikification.
Si vous pensez que ces points ont été résolus, vous pouvez retirer ce bandeau et améliorer la mise en forme d'un autre article.
La Femme escargot (coréen : 우렁이 각시, Ureongi gaksi) est un conte traditionnel coréen. C'est l'histoire d'un homme pauvre qui brise un tabou en épousant une jeune fille sortie d'une coquille d'escargot, avant qu'un magistrat ne la kidnappe.

## Histoire et transmission
Selon le chercheur japonais Fumihiko Kobayashi, le conte de la Femme escargot « circule en Corée et en Chine ». 

### Tradition chinoise
L'histoire d'un escargot qui se transforme en femme a été transmise oralement non seulement en Corée, mais aussi en Chine. Il existe plusieurs exemples de versions chinoises, comme Dengyuanzuo (鄧元佐), publiée dans le recueil d'histoires Jiyiji (集異記, Recueil d'Histoires Etranges, ou Luonuxing (螺女形), du recueil d'histoires Soushen houji (搜神後記), compilé par le poète Tao Qian (陶潛, 365-474 av. J-C).
Selon le folkloriste et intellectuel Ting Nai-tung (丁乃通), la femme ou fée escargot est l'incarnation par excellence de « la mystérieuse femme au foyer » dans les récits chinois. Des contes similaires sont attestés dans la littérature classique chinoise au temps de l'ancienne dynastie Jin. Ting Nai-tung a établi sa propre classification typologique des contes folkloriques chinois ; le conte forme à lui seul une sous-catégorie (type 400C),  « la Femme escargot ». 

### Tradition coréenne
Les études coréennes placent le conte dans la catégorie KT 206 de l'index type coréen. De nombreuses variantes circulent en Corée. 
Il existe au moins deux versions écrites du conte en coréen. La première, La Femme Qui Est Sortie d'une Coquille (조개 속에서 나온 여자, Jogae sokeseo naon yeoja) a été publiée à Tokyo en 1927 par le coréen Jeong In-seop, dans le recueil japonais de contes folkloriques coréens Ondol yahwa (온돌야화, Contes du Soir Racontés sur les Planchers d'Ondol). La seconde, Le Mythe de la Belle Mariée Sortie d'une Coquille (나중미부설화, Najung mibu seolhwa) a été publiée en 1946 par Son Jin-tae dans son Etude de la Littérature Narrative Coréenne (한국설화문학의 연구, Haguk seolhwa munhak eui yeongu).  
Le conte a été largement transmis par oral à travers toute la péninsule coréenne, de telle sorte que plus d'une trentaine de variantes de La Femme escargot sont incluses dans les plus gros recueils de contes comme la Compilation de la Littérature Orale Coréenne (한국구비문학대계, Hanguk gubi munhak daegye).  
Presque tous les Coréens connaissent le terme « ureongi gaksi » puisqu'il désigne par analogie une personne qui cuisine secrètement pour quelqu'un d'autre. 

## Intrigue

### Résumé
Il était une fois un homme qui vivait encore avec sa mère car il était trop pauvre pour se marier. Un jour, alors qu'il travaillait dans une rizière, l'homme se plaint ainsi : « Avec qui mangerai-je ce riz ? ». Une voix lui répondit :  « Avec moi ». Surpris, l'homme répéta sa question :  « Avec qui mangerai-je ce riz ? ». Une fois encore, la voix répondit :  « Avec moi ». L'homme regarda autour de lui mais ne vit rien d'autre qu'une coquille d'escargot au bord de la rizière : il la rapporta donc chez lui et la conserva dans un pot d'eau.  À partir de ce jour, à chaque fois que le fils et sa mère rentraient du travail le soir, un délicieux repas les attendait. Un jour, curieux de savoir qui préparait ces repas, l'homme prétendit partir au travail et se cacha pour observer la maison. Il vit alors une belle jeune fille sortir de la coquille d'escargot et préparer un repas. L'homme bondit hors de sa cachette, courut jusqu'à la jeune fille et lui demanda de vivre avec lui plutôt que de retourner dans sa coquille. La jeune fille lui répondit que le moment n'était pas encore venu, mais l'homme impatient se montra tellement insistant qu'ils se marièrent le jour même. 
Par peur que sa femme ne lui soit enlevée, l'homme ne la laissait jamais quitter la maison. Dès qu'elle avait préparé un repas pour son mari, sa belle-mère l'apportait à son fils qui travaillait à la rizière. Un jour, la belle-mère voulut rester à la maison pour manger les restes de riz : elle demanda donc à sa belle-fille d'apporter le repas à son fils. Cependant, la femme escargot croisa en chemin le cortège du magistrat : elle se cacha rapidement dans les bois, mais le magistrat aperçut l'éclat de son corps parmi les arbres. Frappé par sa beauté, le magistrat l'enleva dans un palanquin pour l'épouser. L'homme se rendit chez le magistrat pour chercher sa femme mais échoua à la trouver. Il en mourut de désespoir et se réincarna en oiseau bleu. La femme escargot kidnappée refusa de manger et désobéit au magistrat jusqu'à ce qu'elle meure à son tour et se transforme en peigne.

### Variantes
La plupart des variantes de ce conte ont une fin triste se soldant par la mort du couple (suicide, désespoir, grève de la faim etc). Dans une de ces variantes, c'est le portrait que la femme escargot dessine pour son époux qui lui fait rencontrer le magistrat. Dans cette version, l'époux est si amoureux de sa femme qu'il refuse de quitter la maison pour travailler. La mariée escargot décide donc de dessiner un portrait d'elle pour que son mari puisse l'emporter au travail. Cependant, un coup de vent emporte ledit portrait et il est découvert par le magistrat. 
Dans une autre version, le personnage du magistrat n'existe pas mais la fin reste malheureuse : la femme escargot s'étant mariée trop tôt, elle échoue à devenir complètement humaine. 
Dans l'une des rares versions qui finissent bien, le magistrat veut faire rire la femme escargot et organise dans ce but un banquet pour les mendiants. L'époux vient et danse dans un costume couvert de plumes d'oiseaux : la femme escargot riant enfin, le magistrat échange sa robe de fonction contre le costume de l'époux. Une fois l'échange fait, la femme escargot dit à son époux de monter rapidement sur le porche : le magistrat est ainsi mis à la porte pendant que l'époux est nommé fonctionnaire du gouvernement et vit heureux avec sa femme. 

## Caractéristiques et symbolique
La Femme escargot est un conte construit autour de tabous brisés. Malgré l'avertissement de la jeune fille escargot, l'homme refuse d'attendre le bon moment pour l'épouser et agit immédiatement. Dans une des versions citées ci-dessus, c'est ce choix impulsif qui cause le malheur du couple. 
Le fait que la femme sorte d'une coquille d'escargot donne au conte un arrière-plan mystérieux. Pourtant, en donnant à la femme escargot le devoir d'être douée en cuisine, le conte fait référence de façon plus terre-à-terre aux femmes au foyer chez leurs beaux-parents. 

## Autre
La partie dans laquelle le magistrat est tellement envoûté par la beauté de la femme escargot qu'il la kidnappe est une reprise du thème du fonctionnaire d'une classe privilégiée qui s'empare de la femme d'un homme d'une classe inférieure.  Des contes reprenant le même motif ont servi de sources d'inspiration pour le classique coréen Le Conte de Chunhyangjeon (춘향전, Chunhyangjeon). 
Il existe plusieurs folklores coréens similaires à la Femme escargot, comme La Femme de Domi (도미의 처, Domi eui cheo) ou La Femme Laide du Mont Jiri (지리산 박색녀, Jirisan baksaeknyeo).

## Culture populaire
Le personnage de la Femme escargot apparaît dans la série sud-coréenne Tale of the Nine-Tailed (2020). 